# Khanadal, Raybag
Khanadal là một làng thuộc tehsil Raybag, huyện Belgaum, bang Karnataka, Ấn Độ.